# Chant des dunes

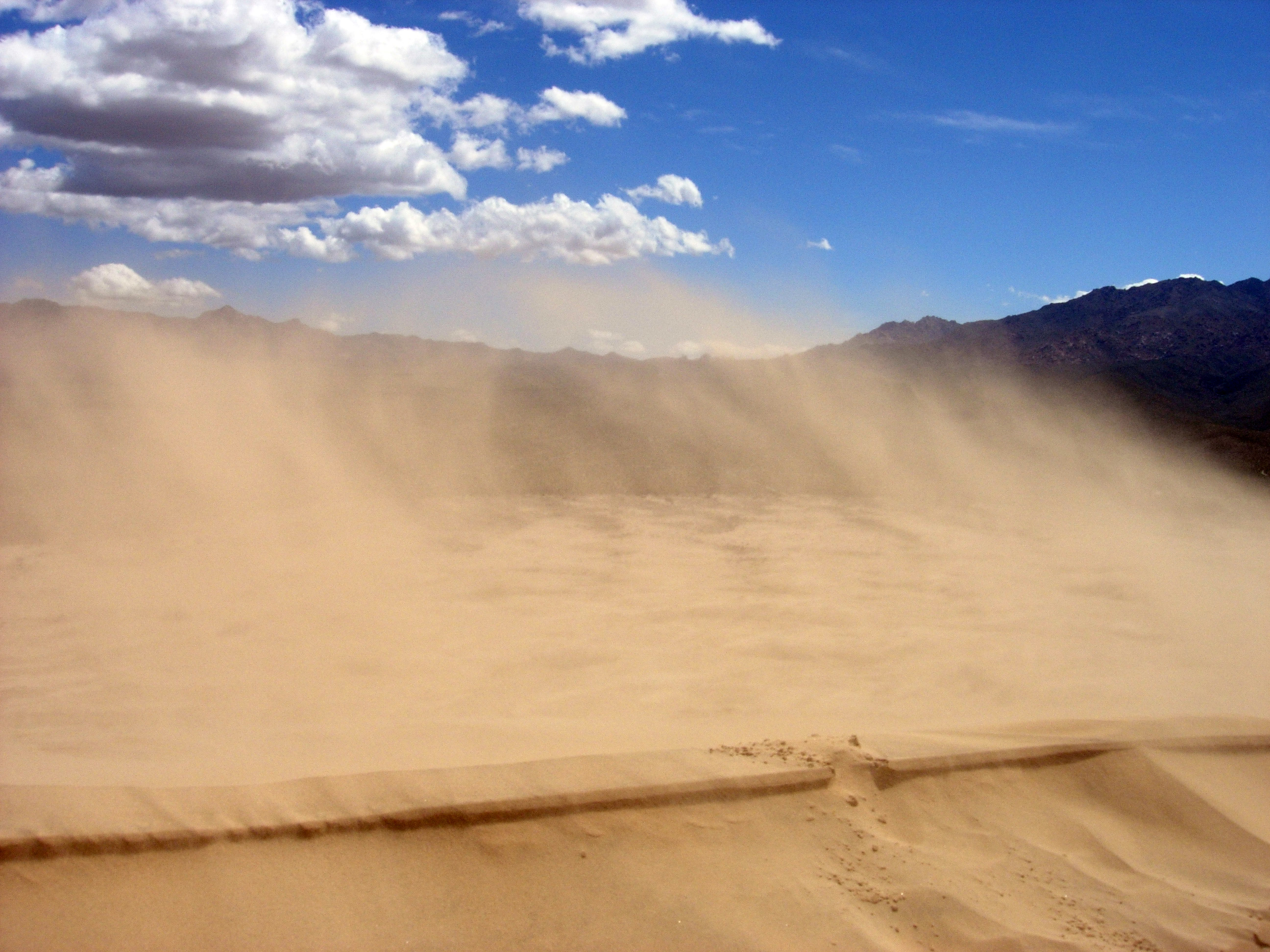
Kelso Dunes, California.

Le chant des dunes est le bruit émis par certaines dunes dans les déserts lorsque les grains de sable qui les composent entrent en résonance. Ces dunes sont nommées dunes mugissantes ou dunes musicantes.
Marco Polo mentionne dans ses écrits le phénomène, inquiétant pour certains, merveilleux pour d'autres : « les sables qui chantent parfois remplissent l'air avec les sons de toutes sortes d'instruments de musique, et aussi le bruit des tambours et du choc des armes ».  
Une trentaine de dunes chantantes ont été recensées dans le monde, principalement en Chine et en Amérique mais aussi dans le Sahara, toutes les dunes n'étant pas sujettes à pareil phénomène.
Le chant des dunes a été récemment étudié et expliqué en partie. Le son est émis lorsqu'une avalanche (naturelle ou déclenchée artificiellement en marchant sur la dune) se déclenche dans la face la plus pentue de la dune (appelée de ce fait face d'avalanche). 
Une des théories tentant de décrire de manière plus complète le phénomène, notamment en essayant d'identifier le mécanisme à l'origine du son, précise que le son est émis en raison du chevauchement périodique des différentes couches de grains de sable, qui conduit à un fondamental et des harmoniques clairement définis. La fréquence fondamentale varie entre 60 et 105 Hz selon la taille des grains. La puissance sonore semble être de l'ordre de 110 dB à la surface de la dune, soit plus que la puissance sonore d'un TGV lancé à pleine vitesse.
Selon des chercheurs du CNRS, la coulée de sable fonctionne comme une membrane de haut-parleur. Les grains de sable se déplaceraient de façon parfaitement synchrone, produisant chacun les mêmes vibrations sur l'air qui seraient à l'origine du chant. Si les grains ne bougeaient pas en cadence, les dunes sonneraient faux ou seraient muettes. Reste à découvrir l'origine d'une telle synchronisation et les conditions précises qui permettent aux dunes cantatrices de donner de la voix. Composition des grains, taux d'humidité du sable sont deux pistes étudiées par les scientifiques. Selon le physicien Stéphane Douady, ce chant ne se produit que lorsqu'elles sont formées de grains de sable arrondis et recouverts d’un vernis appelé glaçure du désert.
D'autres théories expliquent la génération du son par un modèle type « guide d'ondes » à l'aide des différentes couches de sable formées par avalanches successives, expliquant ainsi pourquoi la fréquence est relativement bien définie à l'aide des modes du guide d'ondes. 
En 2015, une équipe de chercheurs menée par Nathalie Vriend mesure les vibrations sismiques provoquées par le mouvement des grains de sable. Cette étude révèle que les différents sons entendus proviennent d'ondes sismiques différentes ; les impulsions soniques sont la conséquence d'ondes de Rayleigh alors que les grondements sont provoqués par des ondes sismiques linéaires et non dispersives.
Une dernière théorie enfin stipule que le son est généré par accordement entre la fréquence de sauts des grains de sable lors de l'avalanche, et la fréquence de vibration solide engendrée dans les couches internes de la dune. 
Pour les Bédouins, le bruit trahit la présence des djinns, esprits qui rôdent dans le désert, phénomène raconté dans la nouvelle La Peur de Guy de Maupassant (1882).